# Ваккас-бий
Ваккас (погиб в конце 1440-х годов) —ногайский бий Ногайской Орды, внук Едигея, сын Нур ад-Дина, беклярбек хана Абу-л-Хайра.

## Биография
Проявил себя в основном как верный сторонник и командующий войсками Абул-л-Хайра. Известен с 1428 года, когда он присутствовал при коронации Абул-л-Хайра в городе Чинги-Тура. Он присоединился к хану, когда тот уже достиг могущества. Возможно он вынужден был искать защиты, так как его Юрт ослаб от эпидемий и смут. Как и многие ногайские бии, он видимо желал поднять свой статус, получив должность беклярбека, что вскоре и осуществилось. Мангытский юрт при Ваккас-бие сохранял известную самостоятельность, в частности противостоял на западных границах Большой Орде. Предположительно, именно при Ваккасе мангытские племена консолидировались в районе Яика, заложив основу Ногайской орды.
В течение примерно 20 лет между Ваккасом и ханом были тесные дружеские отношения. Он участвовал во всех крупных военных компаниях хана 1430—1440-х годов, в взятии Орду-Базара и борьбе против ханов Ахмеда и Махмуда. Ему был подарен город Узгенд на левом берегу Сыр-Дарьи. Однако, вероятно в 1446 г., Ваккас перешёл на сторону Мустафы, независимого правителя Восточного Дешта. Хан имел кочевья по реке Ишиму и её притоку Атбасару. Ваккас с мангытами прибыл к Мустафе и, вероятно, склонил его к измене Абу-л-Хайру. На левом берегу Атбасара произошло кровопролитное сражение, в котором погибло много сторонников Мустафы. Но после разгрома ханом Мустафы Ваккас в том же году участвует в походах хана на Сыр-Дарью, видимо его измена была прощена.
В конце 1440 — начале 1450 имя Ваккаса уже не упоминается. Большинство исследователей считает, что он был убит, но расходятся в причине гибели. Есть мнение, что к его смерти причастен Абу-л-Хайр, не простивший измену. Наиболее вероятна версия, что Ваккаса убил сын Гази-бия Куджаш (Хаджи-Ахмед), который мог мстить за захват власти над мангытами, а возможно и за причастность к смерти отца.

## Источник
- В. В. Трепавлов. История Ногайской Орды. Москва. Издательская фирма «Восточная литература», РАН
- Б. А. Ахмедов. Государство кочевых узбеков. Москва. Наука, 1965